# 블루 라인 (CTA)
블루 라인(Blue Line)은 시카고 L 도시철도의 노선으로, 오헤어-콩그레스선(O'Hare-Congress Line) 또는 웨스트-노스웨스트선(West-Northwest Line)이라고도 부른다. 총연장은 (26.93-마일 (43.34 km))으로, 시내의 가장 먼 북서쪽 끝 오헤어 국제공항에서 루프 방향으로 출발하여, 밀워키-디어본 지하철을 통해 시내를 지나 웨스트 사이드를 통과하고, 남서쪽 끝의 포리스트 파크에 이른다. 총 역수는 33개이다. 2012년 9월 평일 평균 18만 6796명의 승객이 탑승하는 CTA의 두 번째로 붐비는 철도 노선이다.
블루 라인과 레드 라인은 시카고 "L" 시스템에서 현재 24시간 운행되는 유일한 2개 노선으로, 미국에서 24시간 운행하는 6개의 도시 철도 체계중 하나이다. (나머지는 PATCO 스피드라인, 스태튼아일랜드 철도, PATH, 필라델피아 SEPTA, 뉴욕 지하철이다.) 또한, 블루 라인은 한 개 이상 같은 이름을 가진 역을 가진 두 개의 노선중 하나이다.(다른 한 곳은 그린 라인)(할렘역: 하나는 북서쪽의 케네디 고속도로(Kennedy Expressway)에 있고, 다른 하나는 포리스트 파크에 있는 아이젠하워 고속도로(Eisenhower Expressway)의 남쪽에 있다. 웨스턴역: 하나는 오헤어 지선에, 다른 하나는 콩그레스 지선에 있다.). 블루 라인은 또한 (모두 루프에) 세 개의 시스템 내 환승만 가지고 있으며, 'L' 노선의 가장 오래된 부분과 최신 부분을 모두 포함하고 있으며, 다른 'L' 라인과 선로를 공유하지 않는다. 블루 라인은 또한 세 개의 환승역만을 가지고 있으며(모두 루프 내), 가장 오래된 부분과 최신 부분의 모두를 포함하고 있으며, 다른 어떤 'L' 노선과 선로 공유를 하지 않는다.
블루 라인은 노선색 명칭을 채택하기 전에는, 웨스트-노스웨스트(West-Northwest, 현재에도 일컬음) 또는 더 일반적으로 세 개의 지선을 딴 오헤어-콩프레스-더글러스(O'Hare-Congress-Douglas) 노선이라고 불렸다. 콩그레스 지선과 더글러스 지선은 1993년 현재의 노선색 명칭이 채택되면서 이들의 종착지인 포리스트 파크(Forest Park)와 54th/커맥(54th/Cermak)으로 바뀌었다. 더글러스 지선의 블루 라인 운행은 2008년 4월 중단되어 핑크 라인으로 대체되었다.
블루 라인은 시카고 교외로 이어지는 5개의 'L' 노선 중 하나이며, 다른 노선으로는 그린, 퍼플, 핑크, 옐로 라인이다. 블루·그린·퍼플 라인은, 1개 이상의 교외를 관통하는 유일한 3개의 철도 노선으며, 그린·퍼플 라인은 2개를 관통하지만, 블루 라인은 실제로 3개를 통과해, 시카고 'L' 시스템에서 가장 많은 교외를 관통하는 철도 노선이 된다.

## 노선

### 오헤어 지선
오헤어 지선(O'Hare Branch)은 블루 라인에서 가장 긴 구간(14.6 마일 (23.5 km))으로 전체 노선의 가장 오래된 구간과 가장 최신 구간으로 구성된다. 이 노선은 오헤어 국제공항의 주요 주차장 아래 지하역에서 시작되며, 1,2,3터미널을 지난다. 이 노선은 5터미널에서 서북쪽으로 1마일(1.6km) 정도 떨어진 오헤어 주 진입로(I-190)의 중앙선에서 지상으로 나온다. 그리고 로즈먼트 동쪽 190번 고속도로 상에서 운행된다. 이 노선은 로즈먼트의 리버 로드에서 정차하는데, 이 곳은 이 노선의 두 차량기지 중 한 곳이 위치하며, 케네디 고속도로 아래/노스웨스트 톨웨이 나들목(데스플레인스강 인근)이 있는 터널이기도 하다. 이후에 애디슨가(Addison Street) 남동쪽 한 지선까지 케네디 고속도로(I-90)의 중앙선에서 운행된다. 애디슨가 남쪽에서 고속도로를 빠져나와, 킴벌 애비뉴(Kimball Avenue) 아래 지하철로 들어간다. 이 노선은 로건 스퀘어를 통해 킴벌 애비뉴와 밀워키 애비뉴(Milwaukee Avenue) 아래를 지난다. 로건 스퀘어 남쪽에 있는 이 노선은 밀워키 애비뉴와 평행한 높은 건물 위로 나온다. 1895년 메트로폴리탄 고가철도(Metropolitan Elevated)의 일부러 건설된 이 구간은 블루 라인의 기반 시설중 가장 오래된 부분이며 고가교의 유일한 부분이다.

### 밀워키-디어본 지하철
블루 라인이 애슈랜드(Ashland) 애비뉴와 밀워키(Milwaukee) 애비뉴에서 지하로 내려가고, 밀워키 애비뉴로 향해 꺾어서, 밀워키 애비뉴 아래에서 시내 방향 남동쪽으로 이동하여, 레이크가(시카고강 아래로 횡단) 동쪽 아래, 루프를 통해 디어본 가 남쪽 아래를 거쳐서, 콩그레스 파크웨이(Congress Parkway) 아래 서쪽으로 이동한다. 궤도는 아이젠하워 고속도로(고속도로 290번) 중간 지점의 홀스테드가(Halsted Street) 근처에서 통로로 나와 서쪽으로 이어진다. 잭슨역은 레드 라인으로 환승하는 통로를 제공한다. 2006년 10월까지는 워싱턴역에 환승 통로가 존재했다.
다운타운 슈퍼스테이션은 루프에서 블루 라인과 오렌지 라인을 각각 통해 오헤어 공항과 미드웨이 공항으로 가는 급행 운행 서비스를 제공할 것을 제안 받았다. 역은 수하물 확인과 같은 서비스를 제공한다. 그러나 예산 문제로 인해 사업 운영이 어려워지고 건설이 어려워졌다.

### 콩그레스 지선

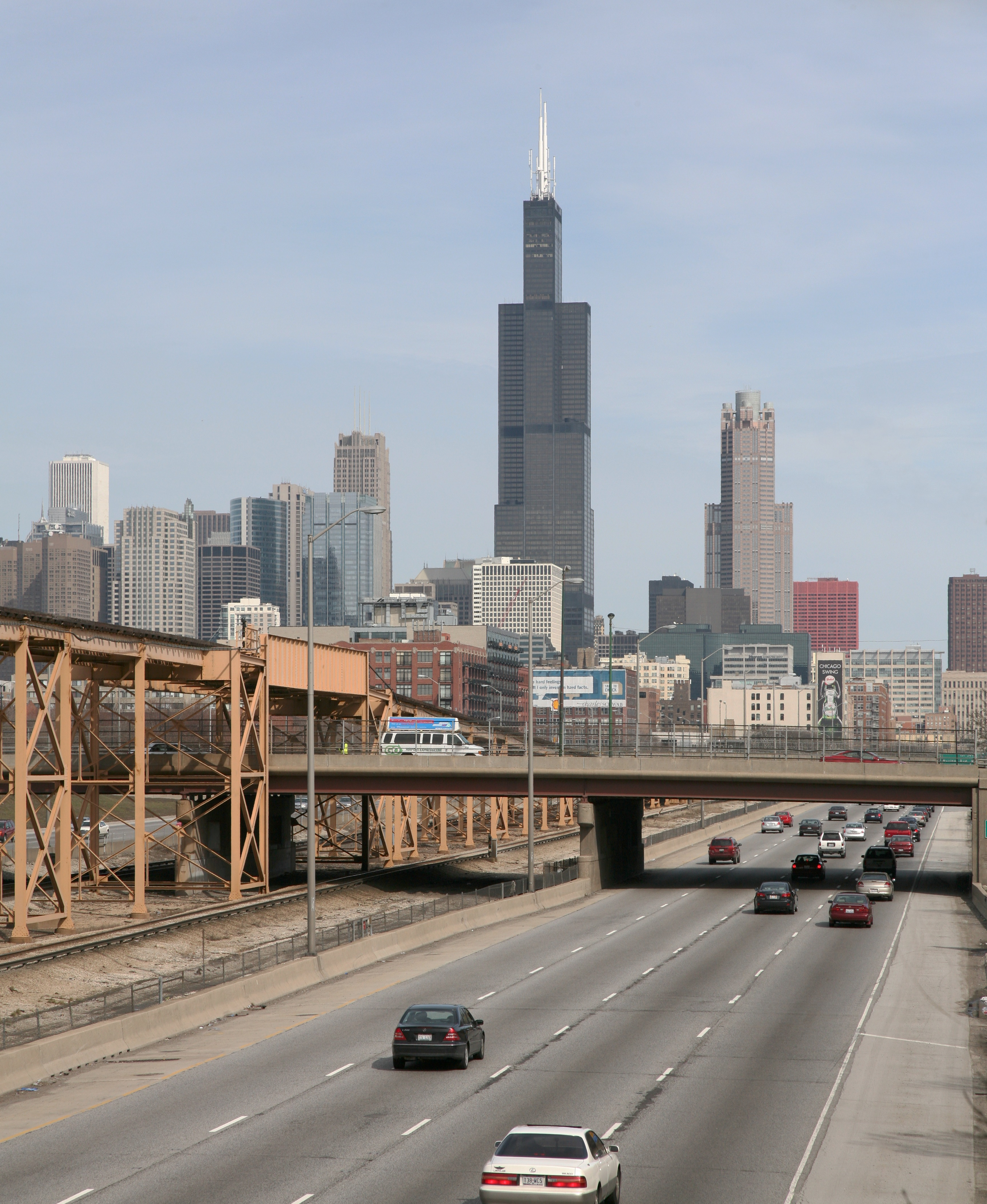
아이젠하워 고속도로 중앙선의 블루 라인 궤도

지하에서 빠져나온 후, 이 선로는 아이젠하워 고속도로의 중간에서 콩그레스 지선(Congress Branch)을 통해 서쪽으로 이어진다. 러신역 바로 서쪽으로, 콩그레스 지선은 더글라스 지선(Douglas Branch)의 고가구조물까지 진입할 수 있도록 분기한다. 이 램프는 블루 라인이 과거 더글라스 지선과 콩그레스 지선을 운영할 때에 사용되었다. 더글러스 지선(Douglas Branch)이 블루 라인을 핑크 라인으로 대체함에 따라, 이제 램프는 비영리 궤도이며 블루 라인 궤도와 나머지 계통 부분 사이의 유일한 연결이다. 콩그레스 지선은 시카고의 서쪽을 통과하는 고속도로의 중앙에 위치하여 로터스 통로에 도달한다. 이 시점에서 궤도는 동쪽행 고속도로 차선 아래로 지나가고 볼티모어 & 오하이오 시카고 터미널 철도(CSX) 궤도 옆의 고속도로 남쪽으로 빠져나오고, 오크 공원과 포리스트 파크로 이어진다. 데스플레인스 애비뉴(Desplaines Avenue) 부근에서 궤도는 데스플레인스 애비뉴의 서쪽에 있는 역에서 종착하기 전에 고속도로에서 S커브로 돌아 북쪽으로 가게된다.

## 철도 차량
블루 라인은 2600호대와 3200호대 차량으로 운행된다. 평일에는 8량을, 주말에는 4량의 차량을 이용하여, 심야 및 오전 시간에는 4량의 차량을 운행한다. 이 2600호대 차량들은 새로운 7000호대 차량이 2600호대 전 차량을 대체하기 위해 7000호대 운행을 시작하는 2020년대 초까지 운행될 예정이다. 현재 블루 라인의 전력 시스템이 5000호대 차량을 사용하여 많은 수의 열차를 운행하기에 충분하지 않기 때문에, 블루 라인은 현재 CTA 차량중 가장 오래된 것을 사용하고 있다. 전력 시스템은 현재 교체 중이다. 2018년 후반에, 2600호대 차량중 일부는 브라운 라인, 오렌지 라인으로부터 최근 개조된 3200호대 차량으로 대차될 것이고, 2600호대 차량중 일부가 오렌지 라인으로 재배치되었다. 이 차량들은 2018년 9월 17일 블루 라인에 운행되기 시작했다. 또 핑크 라인에 배정된 5000호대 차량 2대는 평일 출퇴근 때 블루 라인으로 옮긴다.

## 사건·사고
2006년 7월 11일, 블루 라인의 밀워키-디어본 지하철에서 탈선으로 화재가 발생했다. 연기 흡입으로 인한 부상이 있었지만, 사망자는 없었다. 당일 이전에 2006년 뭄바이 열차 폭탄 테러가 발생한지 몇 시간이 지났기 때문에, 대규모의 뉴스 보도를 촉발했고, 시카고 지하철 운행이 일시 중단되었다.
2013년 9월 30일에  할렘역 (콩그레스 지선)에서 2대의 블루 라인 열차 충돌 사고가 발생했다. 외행 열차가 동일한 궤도에서 반대 방향으로 가는 열차에 타격을 입은 후 33명이 부상당했다. 이전에 열차는 포리스트 파크에 도착하여 회송했다. 그러나 열차가 데스플레인스 야드(Desplaines Yard)로 들어간 후, 그대로 남았고, 회송 열차에는 승객이 없었다. 충돌 당시 근로자 수는 알려지지 않았다. 또한 운행된 외행 열차의 총 승객수를 알 수 없었다. 그 직후 조사가 시작되었다. 운행이 곧 정상으로 돌아 갔지만, 열차는 현장과 혼잡에 대한 간섭을 피하기 위해 10월 1일 화요일 늦은 저녁까지 할렘역을 무정차 통과했다.
2014년 3월 24일 새벽, 운행이 끝난 블루 라인 열차가 오헤어역에서 탈선했다. 초기 보고서에 따르면 열차에 탑승한 32명의 승객이 부상 당했지만, 부상자중 누구도 생명에 지장이 없는 것으로 간주되었다. 역은 2014년 3월 30일 일요일 오후 2시에 운행을 재개했다.

## 역 목록
| 블루 라인 (오헤어 지선)                              | 블루 라인 (오헤어 지선)               | 블루 라인 (오헤어 지선) | 블루 라인 (오헤어 지선)                                                           |
| 역명                                                 | 주소                                  | 개업일자                | 환승 및 참고                                                                      |
| ---------------------------------------------------- | ------------------------------------- | ----------------------- | --------------------------------------------------------------------------------- |
| 오헤어 O'Hare                                        | 1000 O'Hare Drive, Chicago            | 1984년 9월 3일          | 시카고 오헤어 국제공항                                                            |
| 로즈먼트 Rosemont                                    | 5801 N River Road, Rosemont           | 1983년 2월 27일         |                                                                                   |
| 컴버랜드 Cumberland                                  | 5800 N. Cumberland Avenue, Chicago    | 1983년 2월 27일         |                                                                                   |
| 할렘 Harlem                                          | 5550 N. Harlem Avenue, Chicago        | 1983년 2월 27일         |                                                                                   |
| 제퍼슨 파크 Jefferson Park                           | 4917 N. Milwaukee Avenue, Chicago     | 1970년 2월 1일          | 메트라: 유니언 퍼시픽/노스웨스트선                                                |
| 몬트로즈 Montrose                                    | 4600 W. Montrose Avenue, Chicago      | 1970년 2월 1일          | 메트라: 밀워키 디스트릭트/노스선 (메이페어역)                                     |
| 어빙 파크 Irving Park                                | 4131 W. Irving Park Road, Chicago     | 1970년 2월 1일          | 메트라: 유니언 퍼시픽/노스웨스트선                                                |
| 애디슨 Addison                                       | 3622 W. Addison Street, Chicago       | 1970년 2월 1일          |                                                                                   |
| 벨몬트 Belmont                                       | 3355 W. 시카고 벨몬트 애비뉴          | 1970년 2월 1일          |                                                                                   |
| 로건 스퀘어 Logan Square                             | 2620 N. Kedzie Avenue, Chicago        | 1895년 5월 25일         | 1970년 2월 1일 지하화                                                             |
| 캘리포니아 California                                | 2211 N. California Avenue, Chicago    | 1895년 5월 25일         |                                                                                   |
| 웨스턴 Western                                       | 1909 N. Western Avenue, Chicago       | 1895년 5월 25일         |                                                                                   |
| 데이먼 Damen                                         | 1558 N. Damen Avenue, Chicago         | 1895년 5월 25일         |                                                                                   |
| 블루 라인 (밀워키-디어본 지하철)                     |                                       |                         |                                                                                   |
| 역명                                                 | 주소                                  | 개업일자                | 환승 및 참고                                                                      |
| 디비전 Division                                      | 1200 N. Milwaukee Avenue, Chicago     | 1951년 2월 25일         |                                                                                   |
| 시카고 Chicago                                       | 800 N. Milwaukee Avenue, Chicago      | 1951년 2월 25일         | 1992년 2월 9일~1999년 6월 25일 동안 일시 폐쇄                                     |
| 그랜드 Grand                                         | 502 N. Milwaukee Avenue, Chicago      | 1951년 2월 25일         | 1992년 2월 9일 폐역; 1999년 6월 25일 재개장                                       |
| 클라크/레이크 Clark/Lake                             | 124 W. Lake Street, Chicago           | 1951년 2월 25일         | 환승 노선: 오렌지 라인, 그린 라인, 퍼플 라인, 브라운 라인, and 핑크 라인          |
| 워싱턴 Washington                                    | 127 N. Dearborn Street, Chicago       | 1951년 2월 25일         | 환승 노선:레드 라인 (페드워이 (2013년 5월 19일 부터)                              |
| 먼로 Monroe                                          | 30 S. Dearborn Street, Chicago        | 1951년 2월 25일         |                                                                                   |
| 잭슨 Jackson                                         | 312 S. Dearborn Street, Chicago       | 1951년 2월 25일         | 환승 노선: 레드 라인, 브라운 라인, 오렌지 라인, 핑크 라인, 퍼플 라인 (라이브러리) |
| 라살 LaSalle                                         | 150 W. Congress Parkway, Chicago      | 1951년 2월 25일         | 라살 스트리트역                                                                   |
| 클린턴 Clinton                                       | 426 S. Clinton Street, Chicago        | 1958년 6월 22일         | 유니언역                                                                          |
| 블루 라인 (포리스트 파크 "콩그레스" 지선)            |                                       |                         |                                                                                   |
| 역명                                                 | 주소                                  | 개업일자                | 환승 및 참고                                                                      |
| UIC-할스테 UIC–Halsted                               | 430 S. Halsted Street, Chicago        | 1958년 6월 22일         | 평일 출퇴근 동안 시종착역                                                         |
| 러신 Racine                                          | 430 S. Racine Avenue, Chicago         | 1958년 6월 22일         | 과거 포리스트 파크~54th/서맥 방면 열차 대상 환승역                                |
| 일리노이 메디컬 디스트릭트 Illinois Medical District | 430 S. Damen Avenue, Chicago          | 1958년 6월 22일         |                                                                                   |
| 웨스턴 Western                                       | 430 S. Western Avenue                 | 1958년 6월 22일         |                                                                                   |
| 캘리포니아 California                                | 430 S. California Avenue, Chicago     | 1958년 6월 22일         | 1973년 9월 2일 폐역                                                               |
| 켓지-호먼 Kedzie–Homan                               | 530 S. Kedzie Avenue, Chicago         | 1958년 6월 22일         |                                                                                   |
| 펄래스키 Pulaski                                     | 530 S. Pulaski Road, Chicago          | 1958년 6월 22일         |                                                                                   |
| 코스트너 Kostner                                     | 530 S. Kostner Avenue                 | 1962년 8월 5일          | 1973년 9월 2일 폐역                                                               |
| 시세로 Cicero                                        | 720 S. Cicero Avenue, Chicago         | 1958년 6월 22일         |                                                                                   |
| 센트럴 Central                                       | 720 S. Central Avenue, Chicago        | 1960년 10월 10일        | 1973년 9월 2일 폐역                                                               |
| 오스틴 Austin                                        | 1050 S. Austin Boulevard, Oak Park    | 1960년 3월 20일         |                                                                                   |
| 오크파크 Oak Park                                    | 950 S. Oak Park Avenue, Oak Park      | 1960년 3월 20일         |                                                                                   |
| 할렘 Harlem                                          | 701 S. Harlem Avenue, Forest Park     | 1960년 3월 20일         |                                                                                   |
| 포리스트 파크 Forest Park                            | 711 S. Desplaines Avenue, Forest Park | 1905년 3월 11일         |                                                                                   |

## 같이 보기
- 시카고 L